# Любовь небесная и Любовь земная
«Любовь небесная и Любовь земная» (итал. Amor sacro e Amor profano) — картина выдающегося живописца венецианской школы эпохи Высокого Возрождения Тициана. Это произведение следует лучшим традициям венецианской школы Джованни Беллини и Джорджоне. На эту популярную тему писали картины многие художники, но произведение Тициана — самое выдающееся.

## История создания
Предполагается, что картина была заказана Никколо Аурелио, секретарём Совета десяти Венецианской республики в честь его свадьбы с молодой вдовой Лаурой Багаротто. Возможно, на картине изображена сама невеста, одетая в белое, сидящая рядом с Купидоном в сопровождении богини Венеры. Косвенным фактом, подтверждающим личность заказчика, является наличие герба Никколо Аурелио на передней стенке изображённого на картине саркофага. Свадьба праздновалась в Венеции 17 мая 1514 года, а картина, скорее всего, была свадебным подарком невесте.
Заказ на картину, предположительно, был также связан с попыткой примирения после скандала, известного всей Венеции. Лаура Багаротто, дочь юриста Бертуччо Багаротто из Падуи, была вдовой падуанского аристократа Франческо Борромео. В июне 1509 года, в разгар военного конфликта Венецианской республики со Священной Римской империей, муж Лауры выступил на стороне императора Максимилиана I Габсбурга. Падуя подчинялась Венеции, потому Борромео был арестован и казнён по приговору Совета десяти как изменник 1 декабря 1509 года на площади Сан-Марко. В тюрьму и ссылку попали многие родственники Лауры. Её отец Бертуччо Багаротто, профессор университета, был повешен на глазах у жены и детей по тому же обвинению. Приговор подписал Никколо Аурелио. Поэтому предполагается, что картина могла быть заказана художнику в знак примирения семей.
Картина была приобретена кардиналом Шипионе Боргезе, племянником папы Павла V, крупным коллекционером и меценатом, в 1608 году вместе с шестьюдесятью одной картиной из собрания кардинала Паоло Эмилио Сфондрато при посредничестве казначея кардинала Паллавичини. Ныне она хранится вместе с другими произведениями искусства из собрания семьи Боргезе в Галерее Боргезе в Риме.
Название картины впервые записано в 1693 году, когда она была указана в описи как «Божественная любовь и светская любовь» (Amor Divino e Amor Profano). В каталогах Галереи Боргезе разных лет у картины были различные названия: «Красота приукрашенная и неприукрашенная» (1613), «Три типа любви» (1650), «Божественная и светская женщины» (1700), и, в конце концов, «Любовь небесная и Любовь земная» (1792 и 1833).
В 1899 году финансовый магнат Ротшильд сделал предложение купить полотно за огромную сумму: 4 миллиона лир, но оно было отклонено.

## Тема и иконография
Тема картины является одной из основных в истории классического искусства. Она восходит к идеям античной эстетики, изложенным в диалоге Платона «Пир» (385—380 гг. до н. э.). Суть сводится к тому, что на свете существуют два вида любви, соединённые в образе Эрота. «Все мы знаем, — говорится в диалоге, — что нет Афродиты без Эрота… но коль скоро Афродиты две, то и Эротов должно быть два». Первая из Афродит — «Старшая, что без матери, дочь Урана, которую мы и называем поэтому небесной, и младшая, дочь Дионы и Зевса, которую мы именуем пошлой». Небесная любовь — это любовь к прекрасному, мудрости и философии. На земле она проявляется как любовь к мужчине. Низменной, исключительно ради продолжения рода, в древней Элладе называли любовь к женщине. О раздельном почитании Афродиты Урании (Небесной) и Афродиты Пандемос (Всенародной) упоминают Геродот, Ксенофонт, Павсаний. Римский оратор и писатель Цицерон в трактате «О природе богов» (46-44 гг. до н. э.) называет четырёх Афродит (III, 23, 59).
В философии неоплатоников красота — это «божественное безумие», внушаемое Афродитой Уранией, восхищённое созерцание красоты, не доступной разуму. В эпоху Итальянского Возрождения идея двух Афродит (Венер) оказалась актуальной, поскольку аллегорически отражала двойственность ренессансной эстетики. Лучше других эту мысль в отношении к искусству сформулировал архитектор и теоретик Л. Б. Альберти: «Первая Венера — желание созерцать прекрасное, другая — воспроизводить его. Оба вида любви необходимы человеческой природе».
Для писателей-гуманистов эпохи Возрождения обе Афродиты-Венеры были добродетельными. Их союз примирил противоречия платоновской эстетики. Венера Земная (лат. Venus Vulgaris) считалась материальной ипостасью Венеры Небесной (лат. Venus Coelestis). Согласно комментариям М. Фичино к «Пиру» Платона и «Эннеадам» Плотина, «оба вида любви почётны и похвальны, хотя и в разных степенях», они «порождают красоту, но каждую в своем роде». Фичино называет два вида любви «двуличной Венерой» (duplex Venus) или «Венерами-близнецами» (geminae Veneres).
Эту новую идею, по мнению многих исследователей, и воплотил Тициан в картине «Любовь небесная и любовь земная». По убеждению венского историка искусства XIX века Франца Викхоффа, изображённая художником сцена представляет встречу Венеры и Медеи, которую богиня уговаривает помочь Ясону. По другой версии, тема заимствована из популярной в то время книги Франческо Колонны «Гипнэротомахия Полифила». Существует гипотеза, согласно которой Рафаэль Санти, основываясь на трудах Марсилио Фичино и Пьетро Бембо, представил любовь, «возвышающую душу в поисках истины», в образе своей возлюбленной Форнарины, олицетворяющей соединение любви земной и небесной.
Художник изобразил две женские фигуры симметрично у источника воды — крены. Слева от зрителя — пышно разодетая златокудрая венецианка с поясом верности и чашей, полной драгоценностей. Чаша украшена геральдическими знаками семьи Багаротто. Чистая вода в источнике символизирует рождение новой жизни. Пышно одетую венецианку отождествляют с Полией (Венерой Земной), героиней романа «Гипнэротомахия Полифила». Вечнозелёный мирт (фигура изображена на фоне миртового куста и с венком из мирта) — растение Венеры, символизирующее любовь и верность. Сплетённые из него венки были атрибутом свадеб в Древнем Риме. Венера Небесная — обнажённая богиня с чашей, в которой горит любовный огонь, — убеждает быть Венеру Земную благосклонной к своему возлюбленному. Между ними — Эрот (либо путто?). Игры эротов изображены на рельефе крены.
На дальнем плане картины, на фоне романтического итальянского пейзажа, показаны эпизоды охоты на зайцев (символ эротического вожделения). Фигуры всадников, по некоторым предположениям, олицетворяют паломничество в замок любви (изображён на дальнем плане картины).
В «Иконологии» Ч. Рипы эта же тема представлена композицией из двух фигур: «Вечное Блаженство» (итал. Felicita Eterna) — обнажённая красавица, восседающая на небесной сфере и держащая в руке горящий факел, и «Блаженство Преходящее» (Felicita Breve) — фигура, облачённая в богатые одежды, украшенная драгоценностями, держащая сосуд, наполненный драгоценными камнями и золотыми украшениями. Обнажённость в эпоху Возрождения олицетворяла чистоту, невинность, целомудрие: Венеру Стыдливую (лат. Venus Pudica). В картине Тициана современники должны были увидеть превосходство «Красоты неукрашенной» (итал. Вellezza desornata — обнажённой Венеры — над «Красотой украшенной» (Вellezza adornata). Обнажённая фигура символизирует любовь, которая преображается в вечную, небесную, на что указывает горящая лампада в её поднятой руке.
Возможно, что борьба Эротов, изображённая Тицианом на рельефе крены (источника), воспринимающаяся как обычная сцена из расхожего сюжета «Игры детей», на самом деле показывает борьбу двух Эротов, согласно философии Платона. Эта тема ещё не имеет общепринятого прочтения. Эдгар Винд интерпретировал её в качестве образа укрощения страстей. В иных трактовках: Адам и Ева, стоящие возле Древа познания, Каин, убивающий Авеля, Обращение святого Павла в момент падения с лошади.
Считается, что картина «Любовь небесная и Любовь земная» — единственная работа Тициана, которую можно интерпретировать в неоплатоническом аспекте. Сам Тициан, как истинный венецианец, не был склонен к сложным философским аллегориям, поэтому, скорее всего, он не придумал бы столь сложную программу; её мог разработать учёный-гуманист эпохи Возрождения, например кардинал Пьетро Бембо.